# Teton Range
Il Teton Range è una catena montuosa delle Montagne Rocciose situata in Nord America. La catena è disposta, da nord a sud, lungo il confine tra gli Stati del Wyoming e dell'Idaho, appena a sud del parco nazionale di Yellowstone. 

## Descrizione
La maggior parte della catena montuosa si trova entro i confini del parco nazionale del Grand Teton. I primi esploratori francesi che giunsero nella regione nominarono queste montagne con il nome les Trois Tétons (i tre seni), per via della loro particolare forma. È probabile che il popolo degli Shoshone, un tempo, chiamasse l'intera catena con il nome Teewinot, che significa "molti pinnacoli".
Le cime principali del massiccio centrale sono il Grand Teton, con i suoi 4.199 metri di altitudine, il Monte Owen con 3.940 metri, il Teewinot con 3.821 metri, il Middle Teton con 3.969 metri ed il South Teton con i suoi 3.879 metri. Altre vette della catena montuosa sono il Monte Moran con 3.908 metri, il Monte Wister con 3.562 metri, la Buck Mountain con 3.701 metri, Static Peak con 3.504 metri, Albright Peak (3.271 metri), Prospector's Mountain (3.485 metri), Rendezvous Mountain (3.240 metri) ed il Monte Glory con 3.127 metri. 

## Geologia

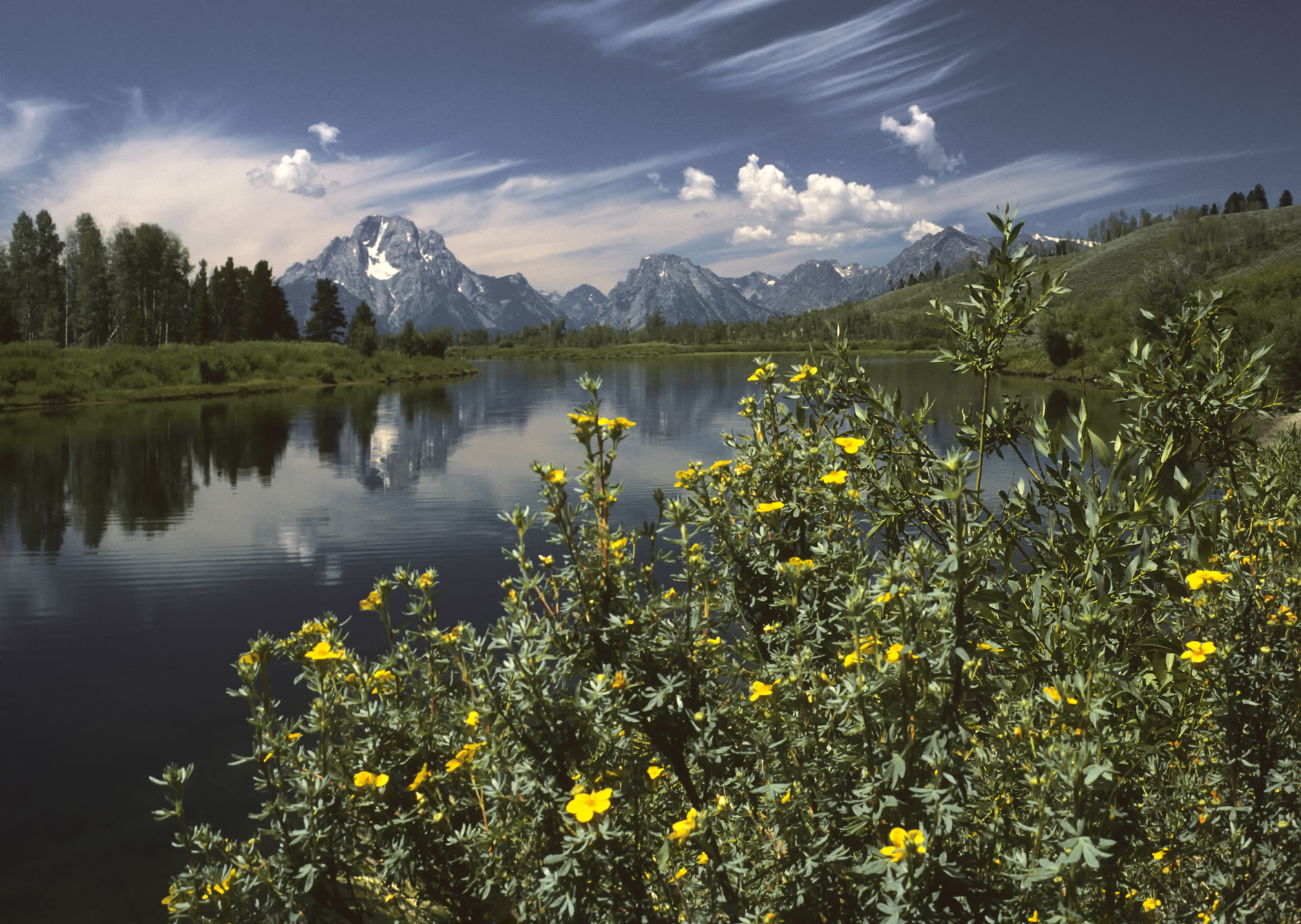
Un meandro del fiume Snake all'interno del Parco nazionale del Grand Teton, nello stato del Wyoming. Domina lo sfondo il Teton Range, con il Monte Moran sulla sinistra

Tra i sei ed i nove milioni di anni fa, lo stiramento e l'assottigliamento della crosta terrestre provocarono una serie di movimenti lungo la faglia del Teton. Il blocco ad ovest lungo la linea di faglia fu spinto verso l'alto per formare il Range Teton, creando in tal modo la catena montuosa più giovane delle Montagne Rocciose. Il blocco est lungo la linea di faglia è sprofondato per dare origine alla valle di Jackson Hole. Molti dei picchi centrali della catena si compongono di granito ed i processi geologici che hanno portato alla composizione attuale cominciarono circa 2,5 miliardi di anni fa. 
A quel tempo la sabbia ed i detriti vulcanici di depositarono sul fondale di un antico oceano. La sedimentazione continuò per diversi milioni di anni e, alla fine, il calore e la pressione portarono alla trasformazione dei sedimenti in gneiss, che compongono la massa principale della catena montuosa. Successivamente il passaggio del magma attraverso le crepe e le fessure degli gneiss portò alla formazione del granito, che si formò in strati dello spessore variabile da pochi centimetri a centinaia di metri. Queste antiche eruzioni di magma sono molto evidenti nella roccia diabasica, visibile sul versante sud-ovest del Monte Moran e del Grand Teton. L'erosione ed il sollevamento hanno esposto le rocce granitiche visibili oggi.
La valle di Jackson Hole ed il gruppo dei Tetons sono stati teatro di classici film d'avventura; alcuni esempi sono Il grande cielo del 1952, e I due capitani del 1955.

## Musica
La catena montuosa fa da copertina all'ottavo album in studio del rapper statunitense Kanye West, Ye, che scattò la foto con il suo Iphone mentre si recava alla festa d'ascolto dell'album il 31 maggio 2018.